# Mark Grayson
Markus Sebastian Grayson ovvero il supereroe Invincible, è un personaggio dei fumetti statunitensi di Image Comics, creato dallo sceneggiatore Robert Kirkman e dal disegnatore Cory Walker. È un supereroe che ha fatto la sua prima apparizione in Savage Dragon n. 102 (agosto 2002). La sua vera apparizione avverrà nell'anno seguente, nel 2003, sull'albo Invincible n. 1.
Invincible è un ragazzo figlio di Nolan Grayson, alias Omni-Man, un extraterrestre supereroe proveniente dal pianeta Viltrum, ma ha rivelato di essere più di quello che sembra. Ha ereditato da suo padre forza e resistenza sovrumani, che crescono con il tempo e l'esperienza, rendendolo uno dei supereroi più forti di tutta la Terra, e la capacità di volo. Sin da subito ha giurato di proteggere la Terra, ma, come adolescente, mostra difficoltà ad adattarsi ai suoi nuovi poteri e ad affrontare la realtà del lavoro da supereroe e le sue origini.
Invincibile è diventato il più popolare e più venduto titolo dell'Image Comics.

## Storia editoriale
Mentre Robert Kirkman è stato l'unico scrittore della serie, oltre che esserne l'ideatore, ai disegni si sono avvicendati Cory Walker e Ryan Ottley. Cory Walker, co-creatore del fumetto, ha realizzato i numeri dall'1 al 7; Ryan Ottley è subentrato ai disegni dal n. 8 e ha realizzato le tavole della serie, con un saltuario ritorno di Walker in alcuni episodi e nel finale, sino alla sua conclusione, avvenuta con il n. 144 (febbraio 2018).

## Biografia del personaggio
Markus Sebastian Grayson è il figlio di Deborah Grayson e del romanziere Nolan Grayson, che è anche il supereroe Omni-Man. Quando Mark compie sette anni, Nolan gli rivela di essere un membro di una razza di alieni pacifici chiamati Viltrumiti che sono venuti sulla Terra per aiutare l'umanità e che un giorno Mark svilupperà dei suoi super poteri. I poteri di Mark si manifestano all'età di 17 anni mentre svolge il suo lavoro part-time. I suoi poteri, che aumentano di potenza con l'uso, sono: super forza, velocità, volo, resistenza elevata e guarigione rapida.
Durante la sua prima uscita come eroe, Mark incontra un giovane gruppo di supereroi, il Teen Team (Robot, Dupli-Kate, Rex Splode e Atom Eve), e si rende conto che va a scuola con Eve. I due scoprono che uno dei loro insegnanti ha trasformato gli studenti in bombe e si è trasformato lui stesso in una bomba. Mark lo porta in Antartide prima che esploda. Nolan chiede a Mark di combattere un alieno superpotente che visita periodicamente la Terra, ma Mark decide invece di parlare con lui. L'alieno, di nome Allen, spiega che il suo compito è valutare la forza dei protettori dei pianeti. Mark spiega ad Allen che è venuto sulla Terra per errore da decenni. Mentre Mark e il suo amico William visitano l'università che intendono frequentare, questa viene attaccata da un cyborg, cosa che porta William a scoprire i poteri di Mark. Poco dopo, i Guardiani del Globo vengono attaccati e uccisi da Omni-Man come parte del piano Viltrumita per conquistare la Terra.
Viene formato un nuovo gruppo di Guardiani, ma Mark rifiuta di aderirvi; inizia ad uscire con la sua compagna di scuola Amber Bennett. Nel frattempo, i gemelli Mauler riesumano Immortal, leader dei Guardiani, il quale attacca Omni-Man, che lo uccide di nuovo in presenza di Mark. Omni-Man rivela che i Viltrumiti sono in realtà una razza guerriera che conquista i pianeti per il proprio impero, uccidendo chiunque si rifiuti di unirsi a loro. Fu mandato sulla Terra come infiltrato e uccise i Guardiani in preparazione per l'invasione. Mark, rifiutando la richiesta di suo padre di unirsi ai Viltrumiti, cerca di combatterlo ma viene quasi ucciso, prima che Omni-Man voli via dal pianeta in lacrime. Mark viene salvato dal governo degli Stati Uniti e presentato a Cecil Steadman, incaricato di proteggere il pianeta. Cecil era solito informare Omni-Man di potenziali minacce e offre a Mark lo stesso accordo sostenendo finanziariamente sia la sua istruzione che la sua famiglia. Allen torna per dire a Mark che la Terra sarà invasa dai Viltrumiti. 
Mark viene inviato su Marte con un gruppo di astronauti per tenerli al sicuro, ma vengono catturati e quasi giustiziati dai marziani nativi, che stanno cercando di impedire a una razza schiava di alieni chiamata Sépidi di insorgere. Gli astronauti e Mark scappano, ma uno degli astronauti, Rus Livingston, viene lasciato indietro e sostituito da un mutaforma marziano. Eve si ritira dall'essere una supereroina e si trasferisce in Africa per fare un uso migliore dei suoi poteri, mentre Mark si iscrive al college, e per tornare insieme ad Amber, le dice di essere Invincibile. 
Un uomo di nome Angstrom Levy viaggia tra le dimensioni reclutando i suoi duplicati delle sue dimensioni alternative per un progetto segreto e chiede l'aiuto dei gemelli Mauler, che costruiscono una macchina per duplicare tutti i ricordi dei suoi sé alternativi e quindi trasferirli nel suo cervello. Quando Mark arriva per fermarlo, i Mauler portano molti dei loro sé alternativi al laboratorio per combatterlo. Angstrom tenta di fermare la macchina per salvare Mark, il che porta a un'enorme esplosione. Mark sopravvive, ma Angstrom è orribilmente deformato e impazzito; incolpa Invincible e fugge per pianificare la sua vendetta. Mark viene poi contattato da un alieno travestito dal personaggio di uno dei suoi fumetti preferiti, Science Dog, e gli chiede di aiutare a salvare il suo pianeta. Mark arriva e vi trova suo padre, che ora è divenuto il re del pianeta. Nolan presenta Mark al suo fratellastro, che ha avuto da una esponente della specie autoctona, simile a insetti. Quando altri Viltrumiti attaccano il pianeta, Nolan e Mark combattono senza successo i Viltrumiti, che hanno già ucciso la maggior parte della popolazione; Nolan viene catturato dai Viltrumiti, risparmiando il pianeta. I Viltrumiti dicono a Mark che è incaricato di preparare la Terra per l'invasione, e Nolan dice a Mark di leggere i suoi romanzi. Dopo che Mark aiuta a riparare le città del pianeta, torna sulla Terra con il suo fratellastro. La madre di Mark si affeziona al nuovo arrivato, che chiama Oliver, e accetta di crescerlo. 
Successivamente, Angstrom tiene in ostaggio la madre e il fratello di Mark, al fine di iniziare la sua vendetta. Quando Mark arriva, Angstrom lo manda attraverso varie dimensioni per indebolirlo. Mark riesce a trascinare Angstrom in una dimensione alternativa e, infuriato per il trattamento alla sua famiglia, lo picchia apparentemente a morte. Ora bloccato su una Terra alternativa sterile, Mark viene salvato da un gruppo di Guardiani da 15 anni nel futuro. L'Eve del futuro gli dice che lo ama e gli dice di dire alla sua Eve come si sente in modo che lei possa andare avanti. Il sarto di Mark lo informa che Nolan aveva scritto libri di fantascienza all'inizio della sua carriera. Mark si rende conto che questi libri contengono informazioni su come battere i Viltrumiti. 
Mark viene chiamato per aiutare a combattere un'invasione di Sépidi. Usando un dispositivo costruito da Robot per stordire gli alieni, Mark ferma con successo l'invasione. Successivamente, lui e Amber si lasciano, e Mark va ad una conferenza stampa per parlare di suo padre e delle sue intenzioni. Poi scopre che Oliver può volare. Mark pensa di lasciare il college e poi si incontra con Allen per mostrargli i libri di suo padre. Anissa, una Viltrumita femmina, arriva sulla Terra per un aggiornamento sui progressi di Mark nella preparazione della Terra per l'invasione. Quando Mark rifiuta di unirsi ai Viltrumiti, Anissa lo attacca e lo informa che presto arriverà un sostituto per conquistare la Terra. Mark inizia cosi a prepararsi per l'invasione.
Durante una missione, Mark scopre che Cecil ha lasciato liberi alcuni super criminali e assassini, catturati da lui, a lavorare per la sua organizzazione, per aumentare il suo potere di difesa della terra, dichiarando che tutto ciò è necessario per il bene più grande. Cecil rivelerà di aver impiantato nel cervello di Invicible, a sua insaputa, un dispositivo per causargli dolore, nel caso non fosse riuscito a controllarlo. Invicible con l'aiuto dei suoi compagni riesce a liberarsi, minacciando Cecil di stare lontano dalla sua famiglia, soprattutto da suo fratello Oliver. Torna a casa e racconta la storia a sua madre, a suo fratello e a Eve, con cui inizia una relazione.
Mark inizia a insegnare a Oliver come usare i suoi poteri, e questi insiste per essere chiamato Kid Omni-Man. Il lato violento di Oliver viene alla luce durante uno scontro fra i gemelli Mauler e i Guardiani del Globo, in cui Oliver uccide i gemelli. Mark e Oliver discutono sul diritto di uccidere, con Mark che cerca di convincere Oliver che la vita umana è preziosa. Angstrom Levy, sopravvissuto allo scontro con Mark, fa la sua mossa. Raduna un gruppo di Invincible malvagi da vari universi, i quali lanciano un massiccio assalto alla Terra con l'intento non solo di causare danni, ma anche di rovinare la reputazione di Invincible. Molte grandi città vengono distrutte, e Rex Splode muore quando fa esplodere il suo stesso scheletro per sconfiggere uno degli Invincibile malvagi. I sopravvissuti si ribellano contro Angstrom, che usa il suo potere per bloccarli in un'altra dimensione. Infuriato, Mark è pronto ad ucciderlo, ma Angstrom scappa dopo aver perso un braccio.
Invincible e il resto della comunità dei supereroi si ripulisce dopo la guerra, ma Mark si incolpa per gran parte della morte e della distruzione. Cecil invita lui, Robot, Brit, Black Samson e Donald a unirsi ai nuovi Guardiani del Globo, con Invincible come leader, ma Mark, che ancora non si fida di lui, se ne va. Un Viltrumita di nome Conquest arriva per ricordare a Invincible il suo compito di conquistare la terra. Invincibile rifiuta, e i due ingaggiano una feroce battaglia, ma Conquest è meglio addestrato e domina il combattimento. Oliver cerca di aiutare ma viene quasi ucciso; Eve ancora in via di guarigione si precipita in aiuto, ma viene apparentemente uccisa da Conquest. Mark continua a combattere, ma è gravemente infortunato. I poteri di Eve in qualche modo la riportano in vita e brucia la pelle di Conquest. Mark poi colpisce ripetutamente l'alieno fino a che non gli schiaccia il cranio e poi crolla.
Ripresosi, Mark rivela ad Oliver un'epifania che ha avuto durante il suo combattimento con Conquest: per proteggere veramente la Terra, deve uccidere ogni nemico che incontra d'ora in poi. Invincible viene attaccato da un nuovo cattivo chiamato Dinosaurus, che sta per uccidere quando viene interrotto dai Guardiani. Mark ed Eve iniziano una nuova attività che fornisce servizi di supereroi alle prigioni aiutati da Oliver, che a causa del suo rapido invecchiamento ora sembra un adolescente e si fa chiamare Young Omni-Man. I Sépidi, che si sono nascosti nelle fogne, iniziano il loro attacco, guidati da Rus Livingston. La battaglia contro di loro sembra senza speranza, e Invincible non ha altra scelta che uccidere Rus. Successivamente, Invincible aiuta Titan a combattere il suo vecchio capo, ma quasi uccide Titan nel processo.
Omni-Man torna sulla Terra con Allen e dice a Mark che la guerra è imminente. Mark è costretto a partire con suo padre, Oliver e Tech Jacket per combattere l'Impero Viltrumita. Durante la prima battaglia, Invincible viene quasi sventrato da Conquest, ma riesce a strangolarlo a morte. Le ferite di Mark richiedono un recupero prolungato di dieci mesi, durante i quali i viltrumiti si riorganizzano per la sua ultima resistenza. Dopo un'accesa lotta, in cui Oliver viene gravemente ferito e il pianeta natale dei Viltrumiti viene distrutto, Mark cade in un coma di due settimane. Quando si sveglia, viene informato che i Viltrumiti sopravvissuti sono scomparsi; Mark deduce che sono andati sulla Terra. I Viltrumiti, rendendosi conto che un conflitto diretto potrebbe potenzialmente uccidere la loro razza, contrattano una tregua con Invincible e Omni-Man. Invece di combattere, si nasconderanno sulla Terra come osservatori neutrali, trattenendo ogni tentativo di conquista e restaurazione del loro Impero per almeno mille anni. Durante questo periodo, si riprodurranno con gli umani e alleveranno gli ibridi in segreto. Nonostante il pericolo che questo rappresenta, Invincible e Omni-Man si rendono conto che questo piano è più sicuro che combattere una sanguinosa guerra sulla Terra, e accettano, ponendo fine alla guerra.
Nolan e Debbie tentano di sistemare il loro matrimonio e lasciano la casa nelle mani di Mark per sei mesi, durante i quali Eve si trasferisce e Mark torna al suo ruolo di supereroe. Eve rivela di aver abortito mentre Mark stava combattendo nello spazio. Presto, Dinosaurus emerge di nuovo, piazzando una bomba a Las Vegas; quando Invincible arriva per disattivarla, Dinosaurus rivela che ci sono più cariche piazzate nella città. Le bombe esplodono, distruggendo la città e lasciandola come una lastra di vetro. Fortemente colpito dall'incidente, Invincible inizia a cambiare la sua visione di come aiutare le persone. Cecil porta Mark nella stanza bianca, mostrandogli un Reanimen basato sul corpo di uno degli Invincible alternativi, e Mark ammette che possono aiutare per il bene superiore.
Mark in seguito vede il bene che il governo sta facendo usando Las Vegas come fonte di energia solare. Si rende conto che Dinosaurus aveva ragione riguardo al suo piano, e lo libera nella speranza di aiutare il mondo per il bene superiore, limitando i suoi metodi violenti. In tal modo, Mark viene etichettato da Cecil come un nemico dello stato. Mentre Allen e Oliver sono in viaggio verso la terra per portare il virus del flagello nell'atmosfera terrestre, Dinosaurus e Invincible guidano piani coordinati per aiutare a riparare il mondo. Oliver e Allen rivelano il loro piano a Mark, il quale, arrabbiato per il fatto che non gli importa di mettere in pericolo la vita umana, li attacca. Durante la colluttazione, Thragg entra in scena, giurando di proteggere Invincible contro i suoi assalitori. Si raggiunge una situazione di stallo fino a quando i Guardiani del Globo non attaccano, portando Oliver a portare il virus sulla Terra e rilasciarlo. Quando Mark cerca di fermarlo, il virus viene rilasciato su Mark a bruciapelo; infetto, Mark viene portato sulla nave di Thragg sulla Luna per essere curato. Viene rivelato dagli scienziati che Mark e Nolan fanno parte della linea di sangue originale del re dei Viltrumiti. Sapendo che non avrebbe mai potuto avere un traditore che assumesse il suo ruolo, Thragg decide di uccidere segretamente Mark; tuttavia, Dinosaurus interviene e lo combatte, rimanendo quasi ucciso nel processo, e usa esplosioni a tempo per fuggire con Mark sulla sua base segreta sulla Terra. Mark scopre poi di aver perso temporaneamente i suoi poteri.
Il nuovo piano di Dinosaurus viene rivelato quando Mark ha finito di guarire e ora non è in grado di fermarlo. Ha posizionato dei dispositivi in tutto il mondo, che provocano enormi terremoti al fine di aumentare il livello dell'acqua e uccidere milioni di persone. Dinosaurus crede che l'unico modo per salvare il pianeta sia ridurre la popolazione, in modo che tutte le risorse naturali vengano utilizzate molto più lentamente. Mentre Robot e i Guardiani del Globo salvano i sopravvissuti e costruiscono una luna artificiale per aggiustare le maree, Invincible combatte Dinosaurus in televisione e viene apparentemente ucciso. Si è rivelato essere un clone molto realistico e Dinosaurus offre a Mark la possibilità di lavorare con la scusa di essere ucciso. Invincible riesce a convincere Dinosaurus che avrebbe potuto sbagliarsi, e forse avrebbero potuto trovare un altro modo. Dinosaurus accetta e dice che Invincible deve ucciderlo prima di provare a fare di nuovo qualcosa del genere, cosa che fa. Come penitenza, Invincible deve lavorare di nuovo per Cecil.
Nel frattempo, Angstrom scopre che Invincible è vivo e che il filmato che ha visto prima era falso. Pianificando vendetta, prende di mira Eve incinta nella residenza dei Grayson, mentre costruisce una culla, in quanto un dottore di supereroi li ha informati che Eve non può usare i suoi poteri durante la gravidanza, altrimenti prosciugheranno gli atomi del bambino e lo uccideranno. Invincibile arriva e Angstrom lo trasporta nel mondo arido, dove gli Invincible alternativi hanno fatto ricorso al cannibalismo per sopravvivere. Uno dei due Invincible sopravvissuti si allea con Mark per uccidere l'altro, ed entrambi tornano sulla Terra grazie ad Angstrom, che è stato convinto da Eve che Mark non sia responsabile del suo stato.
Angstrom fa pace con Mark ed Eve e offre all'ultimo Invincibile rimasto un viaggio nel suo mondo. Questi affronta Angstrom e lo rapisce. Mark vuole una garanzia che Levy non tenterà di attaccare di nuovo Eve, e chiede l'aiuto Robot, che è in grado in grado di copiare la stessa frequenza di Levy ed entrare nella Terra alternativa. Non appena Robot e Invincible arrivano nell'universo alternativo, scoprono che l'Invincible di quel mondo vuole sfruttare il potere di Levy per conquistare altre realtà. Robot quindi uccide l'Invincible alternativo con una bomba che si fa strada nella gola, e decapita Angstrom, in modo da lasciare Mark bloccato nella Terra alternativa, affermando che vuole conquistare la loro Terra e diventarne il suo nuovo sovrano. Voleva che Mark governasse al suo fianco, ma ha visto con quanta facilità un Invincible può conquistare un intero pianeta. 
Fingendo di essere l'Invincible alternativo, Mark è in grado di fugare tutti i sospetti su di se,  riesce a convincere il Robot di quel mondo ad aiutarlo. Robot spiega che può trovare lo stesso segnale di dimensioni, ma vuole qualcosa in cambio. Mark deve rintracciare i gemelli Mauler alternativi e scopre che sono nemici dell'Invincible di quel mondo. Convincendolo di essere cambiato, Mark fa in modo che il gemello Mauler rimanente costruisca una macchina per clonare il corpo di Mark e trasferirci la mente del Robot di quel mondo, in modo che possa essere il nuovo imperatore di quell'universo. Mark riesce a completare il trasferimento e ritornare alla sua dimensione.
Una volta tornato, Eve rompe con Mark, dicendogli che il loro bambino non può vivere in un mondo così caotico e con un padre così inaffidabile. A questo punto, Mark è sparito via da cinque mesi e Rex ha detto a tutti che Invincible è stato ucciso. Prima che Mark possa raggiungere il quartier generale dell'ADG, Anissa lo attacca in quanto intende accoppiarsi con lui, e, dopo una lotta, costringe Mark a fare sesso con lei con la forza. Al quartier generale, Mark racconta tutto a Cecil, e Rex fa la sua mossa, uccidendo Cecil e inviando i suoi droni ad uccidere tutti coloro che si oppongono a lui. Mark ha problemi a combattere i nuovi droni, poiché quando vengono colpiti emettono una frequenza sonora che ferisce i Viltrumiti. Rex uccide diversi eroi e criminali secondari e attacca Eve. Durante una lotta in casa di Mark, uno dei droni strappa la gamba di Eve, e Mark la porta da suo padre per salvarle la vita.
Mark trova Rex nella sua tana, ma Rex ha troppi droni. Supplica Mark di non reagire, poiché non vuole ucciderlo. Mark decide che non può farlo e vola a casa da Eve. Immortal e chiede l'aiuto di Mark per fermare Rex, ma Mark prosegue dicendo che Rex sta facendo la cosa giusta logicamente, non importa quanto possa sembrare malvagio, ma Immortal sottolinea che il mondo non ha senso, non ha mai avuto tiranni globali e deve rimanere così. Toccato dalle sue parole,  Mark si rende conto che non sarà in grado di farsi da parte e lasciare che Rex prenda il sopravvento, ma tiene anche conto che ora è un padre, e decide di lasciare invece la Terra in modo che la loro bambina non perda il padre. Dopo aver visto la Terra mentre si allontanava, Eva decide di dare alla figlia il nome Terra. Mark e la sua famiglia vanno a vivere su Talescria, pianeta dove risiede Allen. Nelle successive settimane, Mark trascorre del tempo con Eve e Terra mentre si adattano alla vita sul pianeta. Allen rivela che non pensa che Battle Beast (che ha combattuto contro Thragg per diversi giorni) vincerà e chiede a Mark di finire Thragg mentre è indebolito.
Mark e Oliver esaminano le conseguenze della battaglia tra Thragg e Battle Beast su Thraxa, ma non riescono a trovare nessuno dei due. Mark, incontra una creatura che emette una luce blu. Dopo averlo toccato, un lampo di luce lo acceca, e viene trasportato nel tempo, prima che scoprisse i suoi poteri. Mark aiuta quindi i guardiani a fermare suo padre, e successivamente, continua a salvare innumerevoli vite sapendo quando i cattivi avrebbero colpito e come. Una notte Mark viene nuovamente avvicinato dalla misteriosa entità, che gli offre la possibilità di restare lì e salvare vite umane, o tornare a casa. Decide di tornare a casa, perché non sopporta di essere lontano da sua figlia. L'entità è confusa sul fatto che scambierebbe innumerevoli vite per una, ma Mark conferma la sua decisione, e cosi viene riportato alla sua linea temporale originale.
Mark torna a Talescria e scopre che sono passati cinque anni da quando ha sperimentato il "riavvio", e di conseguenza Terra ora è cresciuta. Mark, Eve e Terra fanno visita a Nolan e Debbie sulla Luna, dove Mark scopre che Nolan e Rex sono diventati amici. Mark va brevemente sulla Terra dove lui e suo padre si incontrano con Rex, il quale racconta a Mark tutto il bene che ha realizzato negli ultimi cinque anni e di essere persino riuscito a influenzare alcuni cattivi semplicemente dando loro quello che vogliono, se i loro desideri sono abbastanza ragionevoli. Nolan cerca di convincere Mark che la leadership di Rex è una buona cosa, ma senza successo. Dopo aver salutato i suoi genitori, Mark e la sua famiglia se ne vanno.
Dopo un attacco da parte di Onaan e Ursaal, due dei nuovi figli Thraxani-Viltrumiti di Thragg e la morte di Oliver per mano di Thragg, Mark cambia idea, dicendo che vuole sconfiggere Thragg una volta per tutte, ed Eve è d'accordo con lui. Mentre Thragg e le sue forze continuano a conquistare un mondo dopo l'altro mentre ricostruiscono l'Impero Viltrumita, Mark e i suoi alleati lanciano un assalto nella speranza di porre fine rapidamente a questo conflitto. Mark convince suo padre a unirsi a lui, e tutti combattono contro Thragg, ma nel processo Nolan viene ferito a morte da Thragg. Mark riceve aiuto da Rex Robot e sconfigge Thragg dopo una lotta nel sole. Parla con suo padre un'ultima volta prima che muoia e diventa il nuovo sovrano dei Viltrumiti. Quando Rex prova a usare i figli dei Viltrumiti come mezzo per ricattarli e spingerli contro Mark, Invincible e gli altri eroi della Terra capiscono che ha completamente superato il limite. Il corpo di Rex Robot viene cosi completamente eviscerato da Invincible, riducendolo a un cervello in un barattolo.
Mark parla poi con suo figlio Marky (avuto da Anissa) e presto costruiscono una relazione. Marky diventa il nuovo Invincible della Terra, mentre Mark e la sua famiglia lasciano il pianeta insieme ai viltrumiti e le loro famiglie. Viene anche rivelato che le abilità di Atom Eve la rendono essenzialmente immortale, ricostruendo il suo corpo quando muore di vecchiaia. Alla fine, Mark è felice della sua vita e di aver reso i Viltrumiti i protettori dell'universo.

## Poteri e abilità
- Fisiologia umana/viltrumita: essendo egli un mezzo sangue nato da una madre umana e da un padre viltrumita, Mark ha poteri simili a quelli di suo padre, e con il pieno potenziale a causa della biologia umana simile a quella viltrumita ha accesso a ormoni umani come l'adrenalina. Col tempo, svilupperà sempre più i suoi poteri, tipici dell'eredità viltrumita, tra cui:
  - Forza sovrumana, scoperta per la prima volta da Mark stesso, nel primo numero, lanciando per sbaglio un sacco dell'immondizia dagli Stati Uniti fino all'Inghilterra;
  - Velocità sovrumana, dimostrata trasportando David Hiles dagli Stati Uniti all'Antartide in pochi secondi, arrivando in orbita in pochi minuti, viaggiando dal Pentagono a casa sua in pochi secondi, e schivando o intercettando proiettili automaticamente alla velocità del fulmine;
  - Stamina sovrumana, dimostrata lottando per ore contro suo padre, Conquest e Thragg, Gran Reggente dell'Impero di Viltrum e l'avversario più forte di Invincible stesso.
  - Resistenza sovrumana, dimostrata sopravvivendo a vari squarci sul suo corpo, rimanendo vivo nel vuoto spaziale senza respirare e resistendo ai colpi di Thragg, ritenuto il viltrumita più forte mai esistito;
  - Volo
  - Viaggio interstellare
  - Capacità polmonare aumentata, grazie alla quale può trattenere il fiato per settimane;
  - Invulnerabilità, che lo rende immune a qualsiasi danno, tra cui proiettili e persino bombe nucleari (dimostrato resistendo col minimo danno a numerose bombe a idrogeno). Solo esseri di forza simile possono provocargli danni o persino perforargli la pelle.
  - Guarigione accelerata, che lo rende immune a ogni malattia, malore o imperfezione, lo guarisce e rigenera su qualsiasi ferita, anche quelle mortali per un normale essere umano, e lo rende adattabile a ogni male fisico rigenerato. L'abilità dipende, in termini di velocità, dall'intensità delle ferite. Viene dimostrata guarendo in due settimane dallo scontro con suo padre, recuperando in un mese dopo aver affrontato i viltrumiti su Thraxa, riacquisendo in pochi mesi l'uso di radio e femore dopo il primo scontro con Conquest, e riabilitandosi dal suo squartamento in pochi mesi dal secondo scontro con Conquest stesso.
  - Invecchiamento rallentato, amplificato sempre di più col passare dell'età, fino al punto di fermarsi, consentendogli quindi di vivere per un potenziale di millenni mantenendo comunque il suo apice fisico.
  - Genetica dominante, in quanto la genetica viltrumita di Mark si è sovrapposta a quella umana.
- Volontà indomabile: Nonostante il dolore provocato dalle numerose ferite nel corso della sua vita, Mark ha sempre resistito e continuato a combattere. Dimostrato quando ha continuato a lottare dopo che gli si sono rotte una gamba e un braccio, e dopo che è stato squartato.
- Intelletto di alto livello: Mark è in grado di memorizzare e comprendere al completo abilità e idee complesse, imparando e adattandosi a qualsiasi ambiente e situazione quasi all'istante.
- Combattimento corpo a corpo

Mark possiede due punti deboli: in primis, le sue orecchie sono vulnerabili, e per un viltrumita, volare richiede un equilibrio fisico totale, il cui sistema è situato nelle orecchie; pertanto, qualsiasi danno uditivo può danneggiare l'abilità di volo dei viltrumiti. Inoltre, Mark è noto per un carattere impulsivo, e tra gli esempi più noti è l'apparente morte di Angstrom Levy per mano sua.

## Altri media
Il 26 marzo del 2021 sulla piattaforma Prime Video viene pubblicata la prima stagione della serie animata Invincible creata da Robert Kirkman.